# Nidularium linehamii
Nidularium linehamii är en gräsväxtart som beskrevs av Elton Martinez Carvalho Leme. Nidularium linehamii ingår i släktet Nidularium och familjen Bromeliaceae. Inga underarter finns listade i Catalogue of Life.